# 16. Flieger-Division
La 16. Flieger-Division (16e division aérienne) a été l'une des principales divisions de la Luftwaffe allemande durant la Seconde Guerre mondiale.

## Création et différentes dénominations
Cette division a été formée le 26 janvier 1945 à Hechingen, à partir de la 5. Jagd-Division. Son rôle est le soutien aérien de la Heeresgruppe G en Hollande. Elle est dissoute le 2 mars 1945.

## Commandement

Drapeau du commandant d'une division aérienne

| Début           | Fin         | Grade        | Nom            |
| --------------- | ----------- | ------------ | -------------- |
| 26 janvier 1945 | 2 mars 1945 | Generalmajor | Karl Hentschel |

## Chef d'état-major
| Début | Fin | Grade | Nom |
| ----- | --- | ----- | --- |
| ?     | ?   | ?     | ?   |

## Quartier général
Le quartier général se déplace suivant l'avancement du front.
| Début           | Fin         | Ville     |
| --------------- | ----------- | --------- |
| 26 janvier 1945 | 2 mars 1945 | Hechingen |

## Rattachement
| 26 janvier 1945 - 2 mars 1945 |  | Luftwaffenkommando West |

## Unités subordonnées
- Flugbereitschaft/16. Flieger-Division : janvier 1945 - Mars 1945 (à partir de la Flugber./5. Jagd-Division)
- Luftnachrichten-Abteilung 66
- Jagdgeschwader 53  à Bonlanden